# 453 Тея
453 Тея (453 Tea) — астероїд головного поясу, відкритий 22 лютого 1900 року Огюстом Шарлуа у Ніцці.